# Megastictus
Cet article court présente un sujet plus développé dans : Megastictus margaritatus.
Genre
Megastictus est un genre monotypique de passereaux de la famille des Thamnophilidés.

## Liste des espèces
Selon la classification de référence du Congrès ornithologique international (version 6.4, 2016) :
- Megastictus margaritatus — Batara perlé, Fourmilier perlé (Sclater, PL, 1855)